# マーク・ロバーツ (サッカー選手)
マーク・ロバーツ（1990年7月26日 - ）はイングランドのサッカー選手。ポジションはDF。バーミンガム・シティFC所属。

## 経歴
バーンズリーに生まれる。ウェイクフィールドFCに所属していた頃、クリスタル・パレスFCのトライアルに参加したこともあった。
2012年2月、バクストンFCに期限付き移籍した。シーズン終了後にはワークソップ・タウンFCに戻るが、翌シーズンにはバクストンに再び期限付き移籍で加入した。
2013年7月、FCハリファクス・タウンに加入した。
2015年5月、バーンズリーFCに移籍した。
2017年7月1日、バーミンガム・シティFCと5年契約を結んだ。